# درشت‌سنگواره
درشت‌سنگواره یا ماکروفسیل‌ (به انگلیسی: Macrofossil) که به عنوان بزرگ‌سنگواره (به انگلیسی: Megafossil) نیز شناخته می‌شوند، بقایای آلی آن‌قدر بزرگ هستند که بدون میکروسکوپ قابل دیدن باشند. واژه درشت‌سنگواره در برابر اصطلاح ریزسنگواره قرار دارد. در مقابل، ریزسنگواره‌ها برای ارزیابی توسط شکارچیان فسیل یا دیرین‌شناسان حرفه‌ای به بزرگ‌نمایی قابل توجهی نیاز دارند. در نتیجه، بیشتر سنگواره‌های دیده‌شده در مطالعه میدانی و بیشتر نمونه‌های «باکیفیت موزه» درشت‌سنگواره هستند.

## گوناگونی

### درشت‌سنگواره‌های گیاهی
درشت‌سنگواره‌های گیاهی شامل بقایای برگ، سوزن، مخروط و ساقه هستند و می‌تواند برای شناسایی انواع گیاهانی که در گذشته در این منطقه رشد می‌کردند استفاده شود. چنین داده‌های ماکروفسیلی گیاه‌شناسی مکمل ارزشمندی برای داده‌های گرده و جانوران است که می‌تواند برای بازسازی محیط زمینی پیشاتاریخ استفاده شود. ماکروفسیل‌های جلبکی (به عنوان مثال، کلپ قهوه‌ای، کاهوی دریایی و استروماتولیت‌های بزرگ) به‌طور فزاینده‌ای برای تجزیه‌وتحلیل بوم‌سازگان دریایی و آبی پیشاتاریخ استفاده می‌شوند.

### درشت‌سنگواره‌های جانوران
درشت‌سنگواره‌های جانوران شامل دندان‌ها، جمجمه‌ها و استخوان‌های مهره‌داران و همچنین بقایای بی‌مهرگانی مانند پوسته، آزمایش، زره جانوران و اسکلت‌های بیرونی هستند. درشت‌سنگواره‌های فسیل‌شده (یعنی کوپرولیت‌ها) نیز درشت‌سنگواره هستند.